# 9350 Waseda
9350 Waseda este un asteroid din centura principală de asteroizi.

## Descriere
9350 Waseda este un asteroid din centura principală de asteroizi. A fost descoperit pe 13 octombrie 1991 la Nyukasa de Masanori Hirasawa și Shohei Suzuki. El prezintă o orbită caracterizată de o semiaxă mare de 2,37 ua, o excentricitate de 0,22 și o înclinație de 2,6° în raport cu ecliptica.